# 아시안 하이웨이 68호선
아시안 하이웨이 68호선(AH68, )은 중화인민공화국의 신장 위구르 자치구 보얼타라 몽골 자치주 징허현과 카자흐스탄의 우샤랄까지 이어주는 총 연장 278 km의 길이를 가진 아시안 하이웨이 노선이다. 그러나 이 아시안 하이웨이 노선은 가장 짧은 도로로, 웬만하면 대한민국의 수도권제2순환고속도로와 비슷한 길이를 가진 것으로 드러난다.

## 주요 경유지

### 중화인민공화국
구간 연장은 94 km이다.
- S305번 성도 : 징허현 ~ 솽허시
- S205번 성도 : 솽허시 ~ 아라산커우시 ~ 아라산커우 국경검문소 ~ (카자흐스탄)

### 카자흐스탄
구간 연장은 184 km이다.
- A7 카자흐스탄 간선도로 : 도스틱(영어판) - 우샤랄